# 沢城県
沢城県（たくじょう-けん）は、中華人民共和国河北省にかつて存在した県。現在の衡水市冀州区西部に相当する。
隋代の596年（開皇16年）に設置され、大業初年に廃止された。